# QoN
QoN（クオン）は、日本の5人組ロックバンド。全員が神奈川県立瀬谷高等学校出身。高校在学時に結成。2016年本格始動。

## メンバー
犬童一憲(いぬどう かずのり)
- 生年月日:1996年10月17日
- 出身:愛知県
- 担当:ボーカル

山口嵐(やまぐち あらし) 
- 生年月日:1996年12月6日
- 出身:神奈川県
- 担当ギター

上林研太(うえばやし けんた）
- 生年月日:1996年9月12日
- 出身:大阪府
- 担当:ギター

辰巳優作(たつみ ゆうさく) 
- 生年月日:1996年5月26日
- 出身:東京都
- 担当:ベース

渡邊洋平(わたなべ ようへい）
- 生年月日:1996年6月20日
- 出身:神奈川県
- 担当:ドラム、リーダー

## 来歴
同じ高校の同級生Gt.山口、Ba.辰巳、Dr.渡邊により前身バンド結成。同じく同級生のVo.犬童、Gt.上林が加入
2014年
- 9月 - 大学受験のため活動休止。

2015年
- 7月3日 - 活動再開。その日より活動再開

2016年
- 2月4日   - 1st mini album 「SIGN」リリース。
- 8月3日   - 1st single「MESSAGE」リリース。

## メディア出演

### ラジオ
- Q MaKE（2018年1月2日 - 2019年9月25日 FMヨコハマ）レギュラー